# Саша Спілберг
Саша Спілберг (рос. Саша Спилберг, справжнє ім'я Олександра Олександрівна Балковська (рос. Александра Александровна Балковская); нар. 27 листопада 1997, м. Москва, Росія) — російська відеоблогерка, співачка та акторка. Входить у десятку найпопулярніших дівчат-блогерів рунету за версією YouTube і Tubular Influencer Score.

## Біографія
Народилася 27 листопада 1997 року у Москві. Разом з родиною Саша переїхала в Європу, жила в Італії і Швейцарії, а потім знову повернулася в Росію. 19 травня 2010 року створила свій канал.
За словами Спілберг, коли кількість підписників її каналу перевищила 100 000, їй почали надходити рекламні пропозиції: за свій перший огляд косметики вона отримала 100 000 рублів. У 2016 році вона знялася в рекламі морозива Cornetto від Unilever, де заспівала разом з DJ Leonid Rudenko. У цьому ж році вона разом з іншими запрошеними зірками знялася в кліпі групи «Градуси» на пісню «Градус 100». У 2017 році разом із Юлею Пушман, Яном Гордієнком і Кариною Каспарянц з'явилася на обкладинці січневого номера Elle Girl.
У 2016 році Спілберг знялася у фільмі Тимура Бекмамбетова «Зламати блогерів».
У квітні 2017 року міністр культури РФ Володимир Мединський знявся в блозі у Спілберг, у ході бесіди активно рекламуючи проекти міністерства — фільми «Великий» і «Час перших», сайти «Культура РФ» і «Історія. РФ».
22 травня 2017 року її було запрошено до парламенту РФ заступником голови Держдуми і секретарем генради «Єдиної Росії» Сергієм Неверовим. Закликала депутатів активніше працювати в Інтернеті.

## Дискографія

### Сингли
- 2013 — «Love»
- 2013 — «Gatsby's Girl»
- 2014 — «Orange City Skies»
- 2015 — «Твоя тінь»
- 2015 — «Обіцяю» (Олександр Панайотов)
- 2015 — «Любити страшно» (саундтрек до фільму «Він — дракон[9]»)
- 2016 — «Розтопи лід» (Леонід Руденко)
- 2016 — «Міс Хіппі»
- 2016 — «Я завжди буду з тобою» (Френди)[10]
- 2017 — «Дисс на моє життя»
- 2017 — «Зайві руху»
- 2018 — «Пісня про їжу»
- 2019 — «Медляк»

## Фільмографія
| рік  | фільм            | роль        |
| ---- | ---------------- | ----------- |
| 2016 | Зламати блогерів | у ролі себе |
| 2016 | Ялинки 5         | у ролі себе |
| 2018 | Ялинки Останні   | у ролі себе |